# David Yow
David Yow (Las Vegas, 2 agosto 1960) è un cantante, bassista e attore statunitense.
Yow è noto principalmente per aver militato come cantante solista e frontman in due band cult del rock underground americano degli anni ottanta e novanta: gli Scratch Acid e i Jesus Lizard. Ha inoltre collaborato con gruppi come Qui, Pigface, Helmet e Flipper.
Lo stile di Yow si caratterizza nell'usare la voce, tecnicamente non eccelsa, in modo espressionista e non ortodosso. Nel suo cantato egli fa spesso uso di urla, ringhi, conati, versacci, per suscitare disagio nell'ascoltatore e trasmettergli quel senso di degrado, violenza e malattia contenuto nei testi spesso grotteschi dei brani interpretati.

## Biografia

### Scratch Acid
Nel 1982, Yow formò nella città di Austin, in Texas, un gruppo punk/noise rock chiamato Scratch Acid. La formazione iniziale della band comprendeva Steve Anderson (voce), David Wm. Sims (chitarra), Brett Bradford (chitarra), Yow (basso), e Rey Washam (batteria). Ben presto Anderson venne buttato fuori dal gruppo, e Yow venne convinto a passare al ruolo di cantante mentre Sims si spostò al basso. Dopo aver pubblicato tre album ed essersi guadagnata un fedele seguito di fan, la band si sciolse nel 1987.

### Jesus Lizard

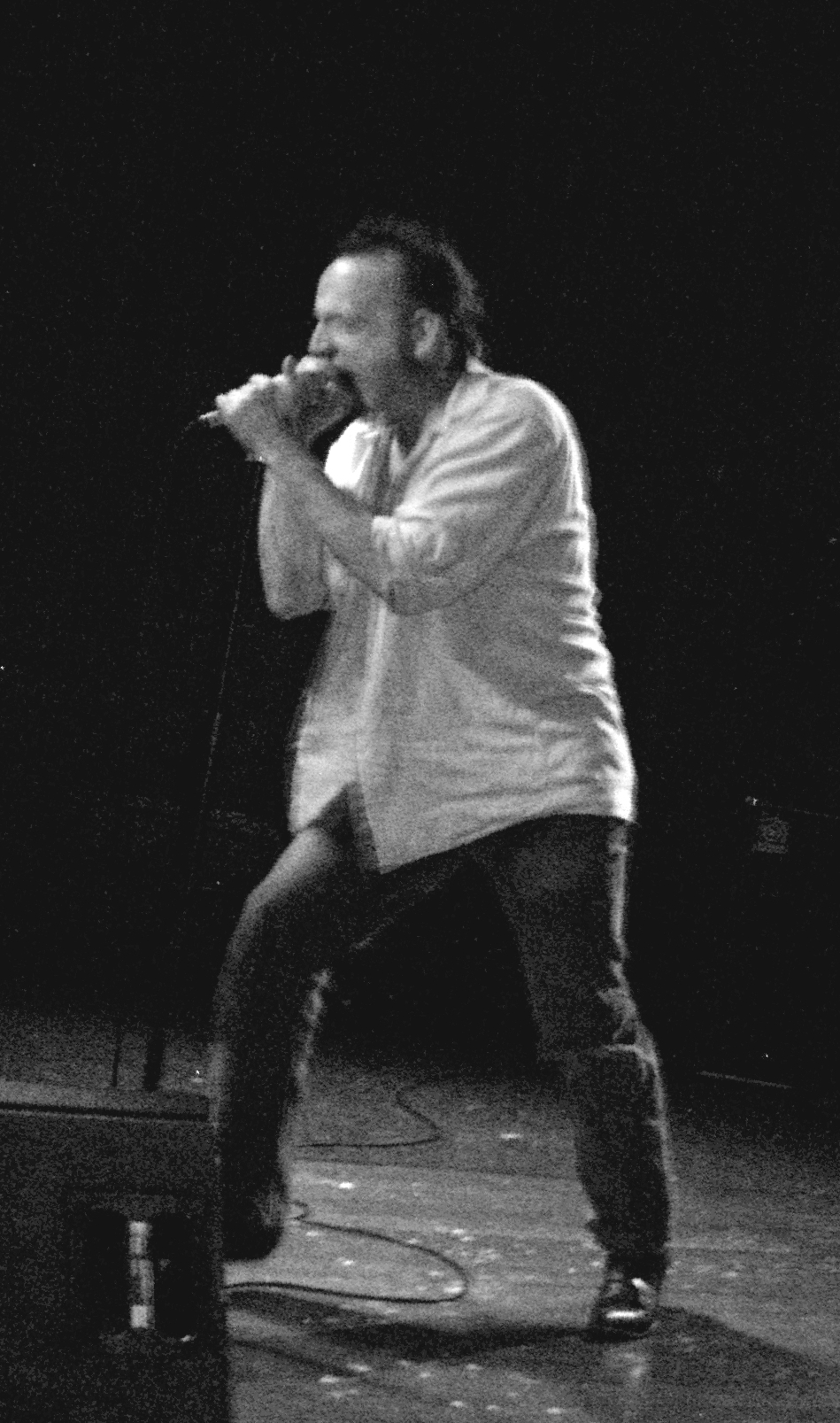
David Yow in concerto

Yow e Sims formarono allora il gruppo The Jesus Lizard con il chitarrista Duane Denison. Il trio si trasferì a Chicago, Illinois, nel 1989. Nei primi tempi la band non aveva un batterista e faceva quindi uso di una drum machine per le prime registrazioni e nei concerti prima dell'entrata nel gruppo del batterista Mac McNeilly. McNeilly entrò nella band dopo la pubblicazione del primo EP dei Jesus Lizard, Pure (1989). Nella band Yow si guadagnò una certa popolarità per le sue esibizioni selvagge sul palco, dove si presentava completamente ubriaco pronunciando frasi sconnesse interpretando le canzoni con il suo caratteristico canto "farfugliato e biascicante". Del periodo degli sfrenati concerti con i Jesus Lizard, Yow ricorda: «Mi piaceva scrivere canzoni e comportarmi da idiota con quei ragazzi. Per fare abbastanza soldi per sostenerci da soli». I Jesus Lizard suonarono successivamente al festival Lollapalooza e firmarono un contratto con una major, la Capitol Records, nonostante lo scarso successo commerciale iniziale. Durante il corso della loro carriera, i Jesus Lizard pubblicarono 6 album discografici (l'ultimo dei quali vide Jim Kimball in sostituzione di McNeilly), tre EP, e un album dal vivo prima di sciogliersi nel 1999.
Nel 1995, Yow collaborò con gli Helmet alla registrazione di una cover di Custard Pie, brano musicale dei Led Zeppelin, per l'album tributo Encomium: A Tribute to Led Zeppelin.

### Reunion degli Scratch Acid
Nel 2006, Yow, Sims, Washam e Bradford riformarono gli Scratch Acid in occasione del Touch and Go Records 25th Anniversary Festival tenutosi a Chicago. Si esibirono anche in una serie di concerti ad Austin (09/02/06), Chicago (09/09/06), e Seattle (09/16/06).

### Qui
Alla fine del 2006, Yow entrò ufficialmente a far parte della band Qui, dopo aver suonato in concerto con loro come "ospite speciale" per qualche tempo. Il 25 gennaio 2008, Yow è stato ricoverato in ospedale a Pittsburgh a causa di un polmone collassato, dopo una performance all'Andy Warhol Museum. Pochi giorni dopo è stato dimesso dall'ospedale.

### Reunion dei Jesus Lizard
Nel 2008, i Jesus Lizard si sono riformati nella formazione storica per iniziare una lunga tournée. Entro la fine dello stesso anno sono però nuovamente caduti nell'inattività.
Yow è apparso dal vivo anche con altre band, inclusi Cop Shoot Cop, Shellac, The Dicks, The Melvins, e ha contribuito vocalmente a vari album degli Helmet, Melvins, Pigface, Model/Actress, e altri.
Secondo quanto riferito dal suo caro amico e produttore Steve Albini, Yow è anche un provetto cuoco e ha lavorato in diversi ristoranti di Chicago. Infine è apparso nel ruolo di attore in qualche film, incluso Big Money Rustlas.

## Filmografia parziale
- Southbound - Autostrada per l'inferno, regia di Radio Silence Production (2016)
- I Don't Feel at Home in This World Anymore, regia di Macon Blair (2017)
- Under the Silver Lake, regia di David Robert Mitchell (2018)
- Spoonful of Sugar, regia di Mercedes Bryce Morgan (2022)

## Doppiatori italiani
Nelle versioni in italiano delle opere in cui ha recitato, David Yow è stato doppiato da:
- Sergio Lucchetti in I Don't Fell at Home in This World Anymore
- Enzo Avolio in Under the Silver Lake